# Bavia maurerae
Bavia maurerae es una especie de Arachnida del género Bavia, de la familia de las arañas saltarinas, del orden Araneae.

## Distribución
Bavia maurerae se distribuye por Filipinas.

## Taxonomía
Fue descrita científicamente por Freudenschuss & Seiter en 2016. La especie fue descrita bajo el basónimo Epidelaxia maurerae y luego incluida en el género Bavia. Tiene cierta similitud y asociación con otra especie filipina, Epidelaxia albostellata. El epíteto de especie es un patronímico en honor a Lisa Maurer, quien apoyó al segundo autor durante su trabajo de campo.
Tratamiento taxonómico
Fue publicado por primera vez en Arthropoda Selecta, volumen 25, número 1, entre las páginas 85 y 97, Freudenschuss, M., & Seiter, M. (2016).